# يوشيو هاياشي
يوشيو هاياشي (باليابانية: 林芳男) (و. 1932 – م) هو سياسي، من اليابان، ولد في هوكايدو.